# L'Héroïque Embuscade
Pour plus de détails, voir Fiche technique et Distribution.
L'Héroïque Embuscade (titre allemand: Der Rebell) est un film allemand réalisé par Luis Trenker, Edwin H. Knopf et Curtis Bernhardt, sorti en 1932.

## Synopsis
En 1809, tandis que le Tyrol est occupé par la Bavière, Severin Anderlan rentre chez lui après avoir terminé ses études. Son objectif est de défendre la ferme de ses parents contre l'invasion imminente par les troupes françaises et leur allié bavarois. En chemin, il rencontre Erika, la fille de l'huissier bavarois Rieder, dont il tombe amoureux. 
Arrivé chez ses parents, force est de constater que les Français et leurs alliés Bavarois ont déjà détruit le village et tué sa famille. Anderlan dérobe l'uniforme d'un Hauptmann dragon bavarois et tire sur deux soldats français en patrouille avant de s'enfuir dans les montagnes. 
Des autochtones partageant les mêmes idées le rejoignent. Contrairement au chef paysan Harrasser, Anderlan décide de ne pas s'attaquer aux Bavarois mais uniquement aux envahisseurs français. Erika reste fidèle au rebelle recherché mais Anderlan est dénoncé par un traître. Cependant il parvient à échapper aux Français. 
Grâce à l'uniforme dérobé, Anderlan se fait passer pour un capitaine de dragon bavarois afin d'espionner les intentions des Français. Il apprend lors d'un bal à Innsbruck que les troupes de Napoléon sont sur le point d'envahir le Tyrol. 
Severin Anderlan organise la résistance armée de ses compatriotes. Malgré une lutte héroïque, les fermiers tyroliens sont vaincus et Séverin est fusillé avec ses partisans à Kufstein. 
Cependant, leur esprit perdure et à la fin, on les voit se mettre lentement en marche vers l'avenir en brandissant des drapeaux.

## Fiche technique
- Titre français : L'Héroïque Embuscade
- Titre original : Der Rebell
- Réalisation : Luis Trenker, Edwin H. Knopf et Curtis Bernhardt assistés de Reinhart Steinbicker
- Scénario : Robert A. Stemmle, Walter Schmidkunz (de), Henry Koster
- Musique : Giuseppe Becce
- Direction artistique : Fritz Maurischat
- Costumes : Peter A. Becker, Joe Strassner, Leopold Verch
- Photographie : Sepp Allgeier, Albert Benitz (extérieur), Willy Goldberger (de), Reimar Kuntze (studio)
- Son : Charles Métain
- Montage : Hermann Haller, Andrew Marton
- Production : Paul Kohner
- Société de production : Deutsche Universal-Film
- Société de distribution : Deutsche Universal-Film
- Pays de production :  République de Weimar
- Langue : allemand
- Format : Noir et blanc - 1,37:1 - Mono - 35 mm
- Genre : historique
- Durée : 82 minutes
- Dates de sortie :
  - République de Weimar : 22 décembre 1932.
  - Autriche : 3 février 1933.
  - États-Unis : 1er juillet 1933.
  - France : 10 juin 1937[1].

## Distribution
- Luis Trenker : Severin Anderlan
- Luise Ullrich : Erika Rieder
- Victor Varconi : Capitaine Leroy, commandant de St. Vigil
- Ludwig Stössel : Riederer, amtshauptmann de St. Vigil
- Olga Engl : La mère de Severin

## Réception et critique
Dans L'Héroïque Embuscade, des allusions à la situation politique en Allemagne juste avant l'établissement de la dictature nazie ainsi que des tendances anti-démocratiques et ethnonationalistes se dessinent assez nettement. Lors d'une projection en salle, le journaliste britannique Alexander Werth remarque l'extase du public au moment de la scène où les Français se font massacrer. 
Joseph Goebbels visionne plusieurs fois le film dont au moins deux en compagnie d'Adolf Hitler. À propos de son visionnage du 20 janvier 1933, il note la chose suivante dans son journal intime : « Repas avec Hitler. Politisé. [...] Hitler comme toujours fantastique. Avec lui revu le film L'Héroïque Embuscade. Secoué à nouveau. Quelle réussite ! ». Dans son premier discours à l'attention des représentants de l'industrie cinématographique allemande, le 28 mars 1933, il présente le film comme un chef-d'œuvre artistique de son temps et un exemple à suivre, mettant l'accent sur la grande capacité de résilience, tout aussi importante que l'attitude volontaire.